# Carmina Olimpia Coftas
Carmina Elena Olimpia Coftas (Cluj-Napoca, 22 aprile 2001) è una modella rumena, vincitrice di Miss Universo Romania 2021.

## Biografia
Coftas è nata il 22 aprile 2001 e vive a Cluj-Napoca. Lavora come presentatrice per la stazione radio Napoca Live. Coftas sta finendo il suo ultimo anno alla Università Babeș-Bolyai di Cluj-Napoca, dove sta conseguendo una laurea in storia.

## Concorso di bellezza
Il 28 agosto 2021 Coftas è stata incoronata vincitrice del concorso di bellezza Miss Universo Romania 2021, tenuto presso il Face Club Bucharest a Bucarest. Come Miss Universo Romania Coftas rappresenterà la Romania nel concorso Miss Universo 2021.